# Опиати
Опиати са всички химични вещества, имащи сходно действие с морфина — основния алкалоид с упойващо действие в опиума, извлечен от растението опиумен мак (на латински: papaver somniferum). Опиумът се добива чрез плитко нарязване на неузрелия семенник и изсушаване на млякото, което излиза. По този начин се получава суров опиум, от който може да се извлече морфин. След допълнителна химическа обработка на морфина (ацетилиране с оцетен анхидрид) се получава хероин. При промишлена обработка се получава още и тебаин – друг важен алкалоид.

## Опиоиди
Опиоиди е общото име за множество вещества, включително морфин, кодеин, тебаин, папаверин и носкапин (наркотин). Съществуват също полусинтетични (хероин /диацетилморфин, дихидрокодеин, дезоморфин) и синтетично произведени опиати (метадон и др.). Опиоидите влияят върху човешкото тяло подобно на опиума, като са агонисти на опиоидните рецептори. Повечето опиоиди се използват за приготвянето на лекарствени препарати.

## Действие
Опиатите имитират действието на обезболяващите химични вещества, които се произвеждат естествено в човешкия мозък — ендорфините.